# TOKIO VIDEO CLIPS 2000
『TOKIO VIDEO CLIPS 2000』（トキオ・ビデオ・クリップス 2000）は、TOKIOのミュージッククリップ集。2000年3月29日にSony Recordsより発売された。

## 概要
TOKIOのミュージッククリップ集の第2弾であり、4年ぶりに発売された。Sony時代に発売されたVHS、DVDとしては最後の作品である。
Sony時代に発売された「フラれて元気」から「愛の嵐」までのシングルのうち、「何度も夢の中でくり返すラブ・ソング」と、本作発売後に発表された「みんなでワーッハッハ!」と「恋に気づいた夜」を除いた7曲のPVが収録されている。

## 収録曲
1. オープニング
2. フラれて元気
Video Director：保母浩章
3. Julia
Video Director：保母浩章
4. この指とまれ!
Video Director：堀井昭伸
5. Love & Peace
Video Director：松浦雅子
6. 君を想うとき
Video Director：堤幸彦
7. 忘れえぬ君へ…
Video Director：UGICHIN
8. 愛の嵐
Video Director：UGICHIN